# Maramö
Maramö är en by i Värnamo kommun med cirka 70 invånare (2013).
Maramö omnämndes i skrift första gången 1426 och bestod 1543 av sex hela hemman.
Lämningar från stenåldern har påträffats i Maramö, och i den sydvästra delen av byn finns det gravar från bronsåldern och från den äldre järnåldern. Gravarna är avlägset belägna i förhållande till dagens bebyggelse; det kan indikera ett äldre bebyggelseläge och att en förskjutning av bebyggelsen har skett mot norr.  
Centerpartiets tidigare partiledare Annie Lööf är född och uppvuxen i byn.